# Koronás verébsármány
A koronás verébsármány vagy fehérkoronás verébsármány (Zonotrichia leucophrys) a madarak osztályának verébalakúak (Passeriformes) rendjébe és a verébsármányfélék (Passerellidae) családjába tartozó faj.

## Rendszerezése
A fajt Johann Reinhold Forster német lelkész és ornitológus írta le 1772-ben, az Emberiza nembe Emberiza leucophrys néven.

## Alfaja
- Zonotrichia leucophrys gambelii (Nuttall, 1840)
- Zonotrichia leucophrys leucophrys (J. R. Forster, 1772)
- Zonotrichia leucophrys nuttalli Ridgway, 1899
- Zonotrichia leucophrys oriantha Oberholser, 1932
- Zonotrichia leucophrys pugetensis Grinnell, 1928[3]

## Előfordulása
Kanada, az Amerikai Egyesült Államok, Mexikó, a Bahama-szigetek, Belize, Kajmán-szigetek, Kuba, Saint-Pierre és Miquelon és a Turks- és Caicos-szigetek területén honos. Kóborlásai során eljut Grönlandra, Japánba és az Egyesült Királyságba is.
Természetes élőhelyei a tűlevelű és mérsékelt övi erdők, gyepek és cserjések, folyók és patakok környéke, valamint vidéki kertek és városi régiók. Vonuló faj.

## Megjelenése
Testhossza 18 centiméter, szárnyfesztávolsága 21-24 centiméter, testtömege 25-28 gramm.

## Szaporodása
Egy fészekalja 3-5 tojás.

## Természetvédelmi helyzete
Az elterjedési területe rendkívül nagy, egyedszáma pedig stabil. A Természetvédelmi Világszövetség Vörös listáján nem fenyegetett fajként szerepel.